# Julian Middendorf
Julian Paul Middendorf (* 15. Oktober 1978 in Berlin; † 26. März 2013 ebenda) war ein deutscher Schauspieler und Yogalehrer.

## Biographie
Julian Middendorf war der Sohn des Schauspielers Hanns Zischler und der Schriftstellerin Ingeborg Middendorf. Seinen ersten Filmauftritt hatte er als Sprecher 1991 in Deutschland Neu(n) Null (Allemagne 90 Neuf Zéro) von Jean-Luc Godard.
Nach seinem Abitur 1998 am Gymnasium Sankt Marien und dem Zivildienst begann er 2000 ein Studium an der University of Wales, Aberystwyth zunächst in Drama, Performance Studies & Film, das er 2003 mit einem Bachelor of Arts abschloss.
Zuletzt arbeitete Julian Middendorf als Schauspieler, Tänzer und seit seinem Aufenthalt im Himalaya 2008 nur noch als Yogalehrer. Als Yogalehrer begründete er mit Nivata einen neuen Yogastil, der traditionelle Yoga- und Tantra-Techniken verbindet.
Am 26. März 2013 starb Julian Middendorf in Berlin nach einer Krebserkrankung. Er war verheiratet mit Katharina Middendorf und Vater von zwei Kindern.

## Filmographie (Auswahl)
- 1991 – Deutschland Neu(n) Null (Allemagne 90 Neuf Zéro), Regie: Jean-Luc Godard
- 1999 – Wenn man sich traut, Regie: Christoph Waltz
- 1999 – Nordseeklinik - Herzschlag, Regie: Norbert Schulze junior
- 1999 – Rosa Roth – Tod eines Bullen, Regie: Carlo Rola
- 2000 – Wolffs Revier – Die Fahrstunde, Regie: Michael Mackenroth
- 2004 – Wolffs Revier – Spätfolge, Regie: Marcus O. Rosenmüller
- 2004 – Not a Love Story, Regie: Aaron Allred

## Theaterauftritte (Auswahl)
- 2000 – Macbeth, Regie: Henning Brockhaus (Teatro Ventidio Basso Ascoli Piceno, Italien)
- 2004 – La traviata, Regie: Henning Brockhaus (Sferisterio Macerata, Italien)
- 2004 – Lucia di Lammermoor, Regie: Henning Brockhaus (Sferisterio Macerata, Italien)
- 2004 – Eisstadt, Regie: Schorsch Kamerun (Volksbühne Berlin, Deutschland)
- 2004 – Romeo und Julia, Regie: Gunda Mapache (Sommerbühne Rügen, Deutschland)